# 베르다데스 오쿨타스
《베르다데스 오쿨타스》(스페인어: Verdades ocultas)는 2017년 7월 24일부터 현재까지 메가에서 방영중인 칠레의 텔레노벨라이다.